# Miguel Ángel Moratinos
Miguel Ángel Moratinos Cuyaubé (Madrid, 8 giugno 1951) è un diplomatico e politico spagnolo.
Fu Ministro degli Affari esteri e della Cooperazione nel secondo governo presieduto da José Luis Rodríguez Zapatero.
Ha studiato diritto e scienze politiche. In più, parla diverse lingue come il francese, l'inglese, il russo e il serbocroato.

## Carriera diplomatica
Nel 1974, è rientrato nel ministero di affari esteri come direttore per l'Europa dell'est. Dal 1979 al 1987, ha lavorato nelle ambasciate in Iugoslavia (1979-1984), poi in Marocco.
Nel 1987, è stato nominato direttore generale per Nordafrica. Dal 1991 al 1993, ha diretto l'Istituto per la cooperazione con il mondo arabo, diventando uno specialista del Vicino Oriente.
Dal 1993 al 1996, è stato ambasciatore della Spagna in Israele. Nel 1996, è stato nominato rappresentante speciale dell'unione Europea per il processo di pace in Medio Oriente.

## Carriera politica
Nell'elezioni generale di 2004, è stato eletto deputato del PSOE ed è stato nominato ministro di affari esteri per il primo ministro spagnolo José Luis Rodríguez Zapatero. La sua prima missione è stato il ritiro delle truppe militari dall'Iraq che ha provocato tensione con gli Stati Uniti.
Nel 2007 Moratinos è stato il presidente di turno dell'Organizzazione per la sicurezza e la cooperazione in Europa (OSCE).